# Hörger Antal
Hörger Antal (eredeti neve: Heger Antal) (Kismarton, 1676. – Buda, 1765. február 6.) szobrász. Sógora, Ungleich Fülöp volt.

## Életpályája
1713-ban polgárjogot kapott. Innentől Budán élt és alkotott. Téglaégetéssel is foglalkozott.

### Munkássága

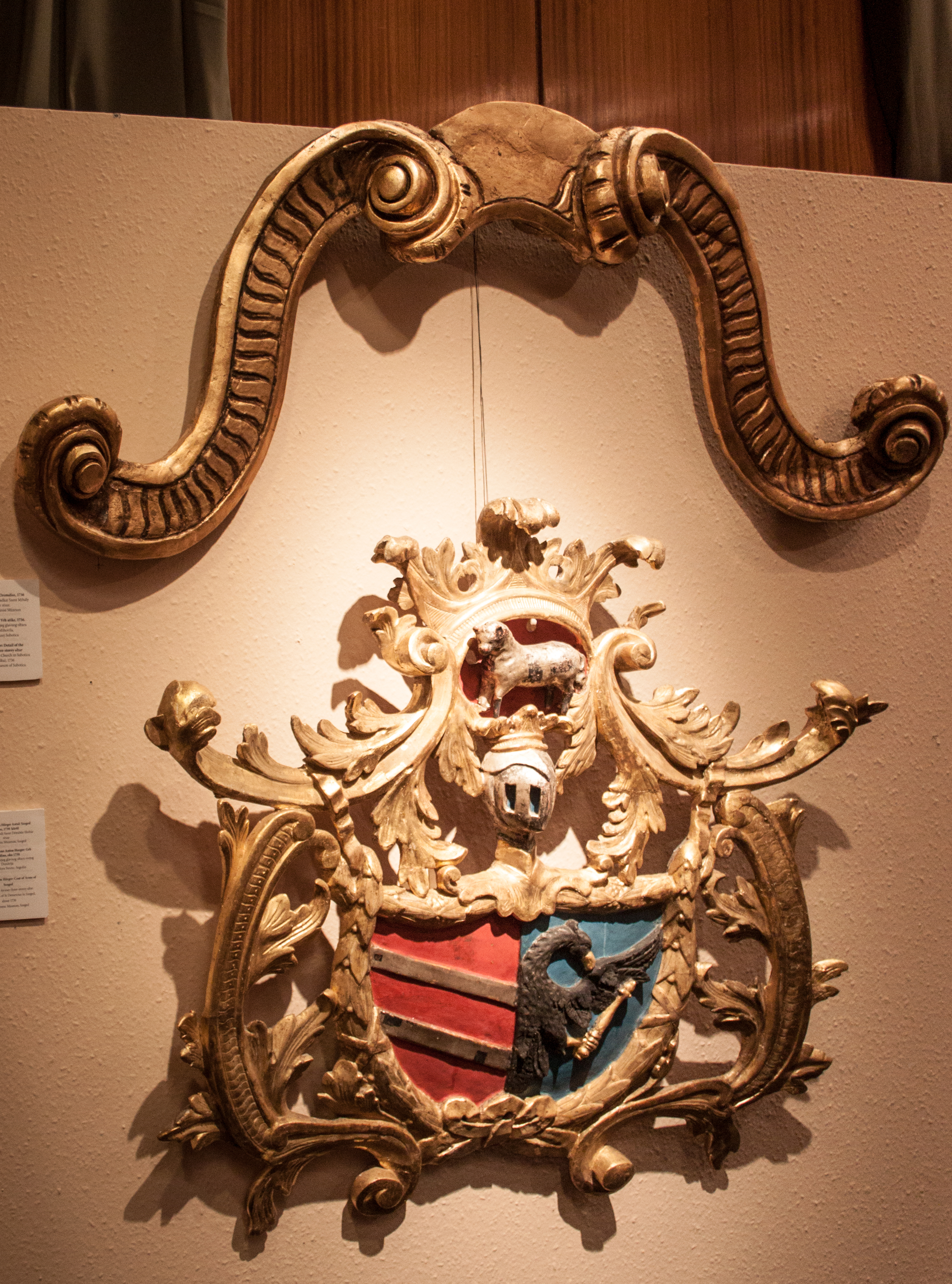
Hörger Antal barokk oltárának részlete a Budapesti Történeti Múzeumban

1714-ben a budai városháza kápolnájába Szent Kereszt-oltárt tervezett. 1723-ban a Vízivárosba Immaculata-emléket készített. 1725–1728 között a krisztinavárosi kápolna díszítésén dolgozott. 1736-ban a Szentháromság-szoborra megfaragta Szent Rozália-szobrát. 1736-ban a városi tanács megrendelésére Xavéri Szent Ferenc-oltárt készített. 1737-ben Nepomuki Szent János-szobrot, 1741-ben a trónörökös születése alkalmából állított emléket. 1746-ban az ő műhelyéből került ki az aradi Szentháromság-emlék.

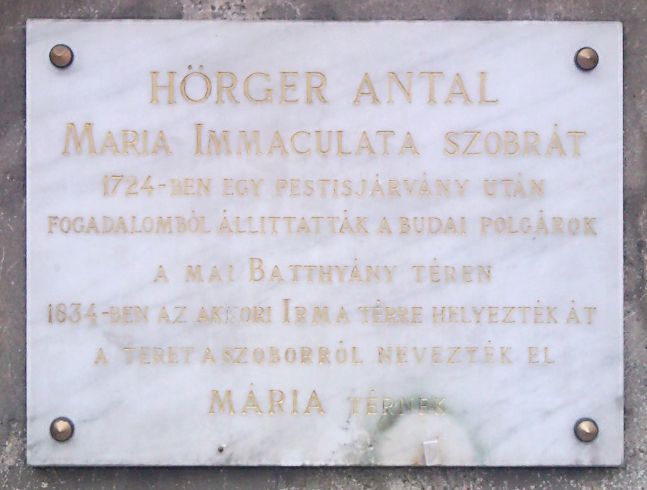
Hörger Antal emléktáblája az I. kerület Mária téren

## Művei
- Szentháromság-oszlop (Buda, 1713)
- Szent Flórián-szobor (Buda, 1713)
- Szentháromság-szobor (Buda, 1712-1713)
- Nepomuki Szent János-szobor (1717)
- Betlehem és Feltámadt Krisztus szobor (1718, Újlaki plébániatemplom)
- a hajdani Szent Ignác-kút szobor (Buda, 1722)
- Immaculata-szobor (Buda, 1729)
- Szűz Mária-kegyoszlop (Budapest, 1984)